# Circuit mondial IAAF de cross-country
Le Circuit mondial IAAF de cross-country (en anglais : World Athletics Cross Country Permit Meetings) était une compétition annuelle d'athlétisme organisée par la World Athletics. Tenu pour la première fois en 1999, il regroupait des épreuves de cross-country qui permettent également de se qualifier pour les Championnats du monde de cross-country. Le circuit est remplacé par le World Athletics Cross Country Tour à partir de la saison 2021.

## Format
Le nombre d'étapes varie d'environ six à douze par année, avec des dates couvrant les mois d'hiver européens, de novembre à février, avant les championnats du monde prévus en mars.

## Saisons et palmarès

### 2006-2007
| Date             | Meeting                             | Lieu                   | Vainqueur hommes    | Vainqueur femmes   |
| ---------------- | ----------------------------------- | ---------------------- | ------------------- | ------------------ |
| 11 novembre 2006 | Cross Internacional Oeiras          | Oeiras                 | Peter Kamais        | Dorcus Inzikuru    |
| 26 novembre 2006 | Cross Internacional de Llodio       | Llodio                 | Tariku Bekele       | Meselech Melkamu   |
| 17 décembre 2006 | IRIS Lotto Crosscup                 | Bruxelles              | Bernard Chepkok     | Teyba Erkesso      |
| 6 janvier 2007   | Belfast International Cross Country | Belfast                | Moses Kipsiro       | Etalemahu Kidane   |
| 13 janvier 2007  | Great Edinburgh Cross Country       | Édimbourg              | Kenenisa Bekele     | Gelete Burka       |
| 21 janvier 2007  | Cross Internacional de Itálica      | Séville                | Kenenisa Bekele     | Gelete Burka       |
| 22 janvier 2007  | Cross Auchan Lille Metropole        | Tourcoing              | ?                   | ?                  |
| 10 février 2007  | Permit/Tusker National Cross        | Mombasa                | Richard Mateelong   | Lornah Kiplagat    |
| 11 février 2007  | Eurocross                           | Diekirch               | Sultan Khamis Zaman | Veerle Dejaeghere  |
| 25 février 2007  | 30e Almond Blossom Cross Country    | Albufeira              | Serhiy Lebid        | Dorcus Inzikuru    |
| 4 mars 2007      | 75e Cinque Mulini                   | San Giorgio su Legnano | Serhiy Lebid        | Maryam Yusuf Jamal |

### 2014-2015
| Date             | Meeting                               | Lieu                   | Vainqueur hommes   | Vainqueur femmes    |
| ---------------- | ------------------------------------- | ---------------------- | ------------------ | ------------------- |
| 16 novembre 2014 | Cross de Atapuerca                    | Burgos                 | Imane Merga        | Belaynesh Oljira    |
| 6 janvier 2015   | 58e Campaccio                         | San Giorgio su Legnano | Dathan Ritzenhein  | Janet Kisa          |
| 18 janvier 2015  | Cross Internacional de Itálica        | Séville                | Teklemariam Medhin | Emily Chebet        |
| 25 janvier 2015  | 72e Cross Internacional Juan Muguerza | Elgoibar               | Teklemariam Medhin | Mimi Belete         |
| 8 février 2015   | Chiba International Cross Country     | Chiba                  | Charles Ndirangu   | Zoe Buckman         |
| 14 février 2015  | Athletics Kenya Cross Country         | Nairobi                | Bedan Karoki       | Faith Kipyegon      |
| 15 février 2015  | 83e Cinque Mulini                     | San Vittore Olona      | Muktar Edris       | Viola Jelagat       |
| 22 février 2015  | 37e Almond Blossom Cross Country      | Albufeira              | Roman Prodius      | Dominika Nowakowska |
| 14 mars 2015     | Antrim International Cross Country    | Antrim                 | Thomas Ayeko       | Birtukan Fente      |

### 2015-2016
| Date             | Meeting                            | Lieu                   | Vainqueur hommes          | Vainqueur femmes     |
| ---------------- | ---------------------------------- | ---------------------- | ------------------------- | -------------------- |
| 15 novembre 2015 | Cross de Atapuerca                 | Burgos                 | Imane Merga               | Belaynesh Oljira     |
| 6 janvier 2016   | 59e Campaccio                      | San Giorgio su Legnano | Imane Merga               | Alice Aprot Nawowuna |
| 16 janvier 2016  | Antrim International Cross Country | Antrim                 | Aweke Ayalew              | Alice Aprot Nawowuna |
| 17 janvier 2016  | Cross Internacional de Itálica     | Séville                | Tamirat Tola              | Faith Kipyegon       |
| 24 janvier 2016  | Cross Internacional Juan Muguerza  | Elgoibar               | Aweke Ayalew              | Irene Chepet Cheptai |
| 31 janvier 2016  | 84e Cinque Mulini                  | San Vittore Olona      | Jairus Birech             | Faith Kipyegon       |
| 13 février 2016  | Athletics Kenya Cross Country      | Nairobi                | Geoffrey Kipsang Kamworor | Alice Aprot Nawowuna |
| 13 mars 2016     | 39e Almond Blossom Cross Country   | Albufeira              | Nelson Cruz               | Carla Salomé Rocha   |

### 2016-2017
| Date             | Meeting                                | Lieu                   | Vainqueur hommes    | Vainqueur femmes            |
| ---------------- | -------------------------------------- | ---------------------- | ------------------- | --------------------------- |
| 13 novembre 2016 | Cross de Atapuerca                     | Burgos                 | Aweke Ayalew        | Senbere Teferi              |
| 27 novembre 2016 | Cross Internacional de la Constitución | Alcobendas             | Timothy Toroitich   | Fionnuala McCormack         |
| 6 janvier 2017   | 60e Campaccio                          | San Giorgio su Legnano | Muktar Edris        | Hellen Obiri                |
| 14 janvier 2017  | Antrim International Cross Country     | Antrim                 | Conseslus Kipruto   | Caroline Chepkoech Kipkirui |
| 15 janvier 2017  | Cross Internacional de Itálica         | Séville                | Aweke Ayalew        | Senbere Teferi              |
| 22 janvier 2017  | 85e Cinque Mulini                      | San Vittore Olona      | Selemon Barega      | Beyenu Degefa               |
| 5 février 2017   | 40e Almond Blossom Cross Country       | Albufeira              | Yemaneberhan Crippa | Irene Chepet Cheptai        |

### 2017-2018
| Date             | Meeting                               | Lieu                   | Vainqueur hommes    | Vainqueur femmes           |
| ---------------- | ------------------------------------- | ---------------------- | ------------------- | -------------------------- |
| 12 novembre 2017 | Cross de Atapuerca                    | Burgos                 | Getaneh Molla       | Senbere Teferi             |
| 6 janvier 2018   | 61e Campaccio                         | San Giorgio su Legnano | James Kibet         | Lilian Kasait Rengeruk     |
| 6 janvier 2018   | Antrim International Cross Country    | Antrim                 | Timothy Cheruiyot   | Margaret Chelimo Kipkemboi |
| 14 janvier 2018  | 75e Cross Internacional Juan Muguerza | Elgoibar               | Selemon Barega      | Ruth Jebet                 |
| 21 janvier 2018  | Cross Internacional de Itálica        | Séville                | Joshua Cheptegei    | Agnes Jebet Tirop          |
| 11 février 2018  | 86e Cinque Mulini                     | San Vittore Olona      | Jacob Kiplimo       | Letesenbet Gidey           |
| 18 février 2018  | 41e Almond Blossom Cross Country      | Albufeira              | Soufiane El Bakkali | Carla Salomé Rocha         |

### 2018-2019
| Date             | Meeting                                      | Lieu                   | Vainqueur hommes | Vainqueur femmes    |
| ---------------- | -------------------------------------------- | ---------------------- | ---------------- | ------------------- |
| 11 novembre 2018 | Cross de Atapuerca                           | Burgos                 | Jacob Kiplimo    | Senbere Teferi      |
| 18 novembre 2018 | Cross Internacional de Soria                 | Soria                  | Jacob Kiplimo    | Gloriah Kite        |
| 25 novembre 2018 | Cross Internacional de la Constitución       | Alcobendas             | Jacob Kiplimo    | Eva Cherono         |
| 6 janvier 2019   | 62e Campaccio                                | San Giorgio su Legnano | Hagos Gebrhiwet  | Yasemin Can         |
| 13 janvier 2019  | 76e Cross Internacional Juan Muguerza        | Elgoibar               | Rhonex Kipruto   | Hellen Obiri        |
| 19 janvier 2019  | Northern Ireland International Cross Country | Belfast                | Birhanu Balew    | Meskerem Mamo       |
| 20 janvier 2019  | Cross Internacional de Itálica               | Séville                | Jacob Kiplimo    | Beatrice Chepkoech  |
| 27 janvier 2019  | 87e Cinque Mulini                            | San Vittore Olona      | Jairus Birech    | Winfred Mutile Yavi |
| 3 février 2019   | 42e Almond Blossom Cross Country             | Albufeira              | Jacob Kiplimo    | Fancy Cherono       |

### 2019-2020[1]
| Date             | Meeting                                | Lieu                   | Vainqueur hommes      | Vainqueur femmes           |
| ---------------- | -------------------------------------- | ---------------------- | --------------------- | -------------------------- |
| 9 novembre 2019  | Cross de Atapuerca                     | Burgos                 | Ouassim Oumaiz        | Senbere Teferi             |
| 17 novembre 2019 | Cross Internacional de Soria           | Soria                  | Maxwell Rotich        | Mariana Machado            |
| 24 novembre 2019 | Cross Internacional de la Constitución | Alcobendas             | Thierry Ndikumwenayo  | Eva Cherono                |
| 6 janvier 2020   | 63e Campaccio                          | San Giorgio su Legnano | Mogos Tuemay          | Fotyen Tesfay              |
| 12 janvier 2020  | 77e Cross Internacional Juan Muguerza  | Elgoibar               | Tadese Worku          | Hellen Obiri               |
| 19 janvier 2020  | Cross Internacional de Itálica         | Séville                | Tadese Worku          | Margaret Chelimo Kipkemboi |
| 26 janvier 2020  | 88e Cinque Mulini                      | San Vittore Olona      | Leonard Kipkemoi Bett | Winfred Mutile Yavi        |
| 2 février 2020   | 43e Almond Blossom Cross Country       | Albufeira              | Davis Kiplangat       | Lydia Lagat                |